# Pintor de Orestes

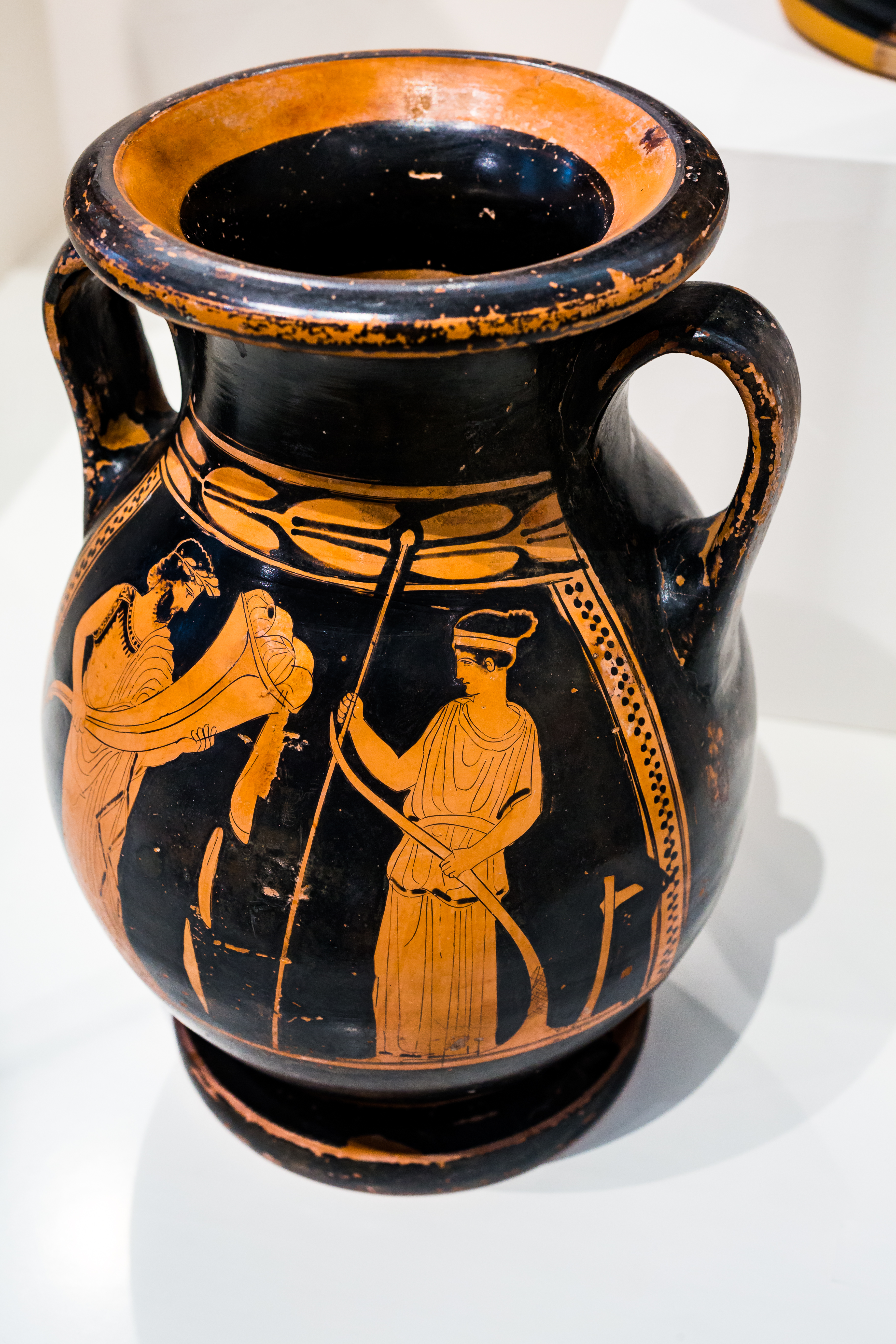
Pélice de cerámica ática de figuras rojas, que representa a Pluto con cornucopia y a Deméter con arado y cetro, ca. 450- 440 a. C., Museo Arqueológico Nacional de Atenas, n.º inv. 16346.

Pintor de Orestes es el nombre convenido de un pintor griego de vasos de figuras rojas, activo en el segundo cuarto del siglo V a. C.
Fue, según el arqueólogo alemán Thomas Mannack, alumno del Pintor de Leningrado y estilísticamente influenciado por otros miembros del grupo manierista (pintores de vasos), a saber, el Pintor de Nausícaa, el Pintor de Hefesto y el Pintor del Duomo (la influencia de Polignoto y su grupo también se puede ver en él).
Su nombre deriva de la representación de Orestes, en su crátera de columnas de figuras rojas decorada a mano, que se conserva en el Museo Británico (Museo Británico, n.º inv. 1923.10–16.1). Este vaso representa a Orestes en Delfos. Orestes, perseguido por una aladas erinia, llegó al altar y se arrodilló sobre él con su pie derecho. Apolo estaba en el centro de la escena entre Orestes y la erinia. Orestes viste una clámide y un pétaso y sostiene dos lanzas y una espada, La erinia viste un quitón corto y tiene serpientes en el pelo. Las figuras del vaso tienen proporciones clásicas (las cabezas se muestran aquí relativamente grandes, los manieristas solían representar cabezas más pequeñas y las figuras alargadas).
Como la mayoría de los manieristas, decoró vasos de mayor tamaño. El experto en arte británico John Beazley le atribuyó la decoración de dos pélices, nueve cráteras columnas y una crátera de campana, basándose en su estilo artístico. Escena que representa un carro moviéndose hacia la derecha, que se encuentra en su crátera de campana de figuras rojas en el Museo del Louvre de París (Louvre A 258)  Cuatro caballos son tirados por dos caballos. El joven auriga viste quitón y clámide en lugar de las largas vestiduras más tradicionales. Su cabello está recogido con un pasador; sostiene las riendas con ambas manos y tiene una aguijada en su mano derecha. Un segundo joven, vestido de manera similar, con botas rayadas (no se ven los pies del auriga), que lleva una lanza o jabalina, corre junto a los caballos y mira al auriga como para medir su velocidad. La punta roma de la lanza del joven que corre apunta hacia arriba.
Todavía se encuentran puntas romas de lanzas en pinturas de vasos del siglo VI a. C., pero a lo largo del siglo V a. C.  ya aparecen frecuentemente, por ejemplo en las obras de Misón, Pintor de Aquiles y Esón, así como en las obras de muchos otros pintores de vasos. Se han descubierto puntas romas auténticas, todas ellas hechas de bronce, en tumbas y santuarios griegos, donde los soldados victoriosos entregaban lanzas como botín de guerra. La mayoría de ellos tienen una sección transversal cuadrada (algunos son redondos) y puntas puntiagudas, aunque no afiladas. Muchos de ellos tienen inscripciones dedicatorias. Una inscripción en una punta roma fina que se conserva en el Museo Metropolitano de Arte de Nueva York afirma que fue un botín de guerra tomado de los habitantes de Herea y dedicado a Tindáreo, es decir, a su santuario.